# Ривергаро
Риверга̀ро (на италиански: Rivergaro, на местен диалект Arvargär, Арваргар) е градче и община в северна Италия, провинция Пиаченца, регион Емилия-Романя. Разположено е на 140 m надморска височина. Населението на общината е 7037 души (1 януари 2023).